# مارتي غريفين
مارتي غريفين (بالإنجليزية: Marty Griffin) هو لاعب كرة قاعدة أمريكي، ولد في 2 سبتمبر 1901، وتوفي في 19 نوفمبر 1951.